# Championnat de Chypre de football 1996-1997
Navigation
Saison précédente Saison suivante
La saison 1996-1997 du Championnat de Chypre de football était la 59e édition officielle du championnat de première division à Chypre. Les quatorze meilleurs clubs du pays se retrouvent au sein d'une poule unique, la Cypriot First Division, où ils s'affrontent 2 fois, à domicile et à l'extérieur. En fin de saison, les 3 derniers au classement sont relégués et remplacés par les 3 meilleurs clubs de deuxième division.
L'Anorthosis Famagouste remporte un nouveau titre de champion en terminant en tête du championnat, avec 13 points d'avance sur l'Apollon Limassol et 19 sur l'Omonia Nicosie. Il s'agit du 8e titre de champion de l'histoire du club. Le tenant du titre, l'APOEL Nicosie, ne prend que la 6e place mais remporte un nouveau trophée après sa victoire en finale de la Coupe de Chypre face à l'Omonia.

## Les 14 clubs participants
| - APEP Pitsilia - Promu de D2 - Ethnikos Achna - Nea Salamina Famagouste - Omonia Nicosie - APOEL Nicosie - Olympiakos Nicosie - APOP Paphos - Promu de D2 | - AEK Larnaca - Anorthosis Famagouste - Aris Limassol - Apollon Limassol - EN Paralimni - Anagennisi Dherynia - Promu de D2 - Alki Larnaca |

## Compétition

### Classement
Le barème utilisé pour établir le classement est le suivant :
- Victoire : 3 points
- Match nul : 1 point
- Défaite : 0 point

| Rang | Équipe                  | Pts | J  | G  | N  | P  | Bp | Bc | Diff |
| ---- | ----------------------- | --- | -- | -- | -- | -- | -- | -- | ---- |
| 1    | Anorthosis Famagouste   | 65  | 26 | 20 | 5  | 1  | 58 | 14 | +44  |
| 2    | Apollon Limassol        | 52  | 26 | 16 | 4  | 6  | 43 | 22 | +21  |
| 3    | Omonia Nicosie          | 46  | 26 | 14 | 4  | 8  | 39 | 30 | +9   |
| 4    | AEK Larnaca             | 41  | 26 | 11 | 8  | 7  | 49 | 37 | +12  |
| 5    | APOEL Nicosie T C       | 40  | 26 | 12 | 4  | 10 | 57 | 43 | +14  |
| 6    | Ethnikos Achna          | 37  | 26 | 11 | 4  | 11 | 48 | 36 | +12  |
| 7    | EN Paralimni            | 35  | 26 | 9  | 8  | 9  | 48 | 48 | 0    |
| 8    | Nea Salamina Famagouste | 34  | 26 | 8  | 10 | 8  | 42 | 36 | +6   |
| 9    | Anagennisi Dherynia P   | 32  | 26 | 9  | 5  | 12 | 27 | 42 | -15  |
| 10   | APOP Paphos P           | 31  | 26 | 9  | 4  | 13 | 29 | 44 | -15  |
| 11   | Alki Larnaca            | 30  | 26 | 8  | 6  | 12 | 41 | 49 | -8   |
| 12   | Aris Limassol           | 28  | 26 | 7  | 7  | 12 | 33 | 41 | -8   |
| 13   | Olympiakos Nicosie      | 27  | 26 | 8  | 3  | 15 | 28 | 47 | -19  |
| 14   | APEP Pitsilia P         | 11  | 26 | 3  | 2  | 21 | 22 | 75 | -53  |

|  | Qualification pour la Ligue des champions 1997-1998                                    |
|  | Qualification pour la Coupe des Coupes 1997-1998                                       |
|  | Qualification pour la Coupe UEFA 1997-1998                                             |
|  | Qualification pour la Coupe Intertoto 1997                                             |
|  | Relégation directe en deuxième division                                                |
|  | T : Tenant du titre C : Vainqueur de la Coupe de Chypre P : Promu de deuxième division |

## Bilan de la saison
| Championnat de Chypre de football 1996-1997 |                                                |
| Champion                                    | Anorthosis Famagouste (8e titre)               |
| Coupes et trophées                          |                                                |
| Vainqueur de la Coupe de Chypre 1996-1997   | APOEL Nicosie                                  |
| Vainqueur de la Supercoupe de Chypre        | APOEL Nicosie                                  |
| Qualifications continentales                |                                                |
| Ligue des champions 1997-1998               | Anorthosis Famagouste                          |
| Coupe des Coupes 1997-1998                  | APOEL Nicosie                                  |
| Coupe UEFA 1997-1998                        | Apollon Limassol                               |
| Coupe Intertoto 1997                        | Nea Salamina Famagouste                        |
| Promotions et relégations                   |                                                |
| Promus en Cypriot First Division            | Evagoras Paphos AEL Limassol Ethnikos Achna    |
| Relégués en Cypriot Second Division         | Aris Limassol Olympiakos Nicosie APEP Pitsilia |